# Jim Root

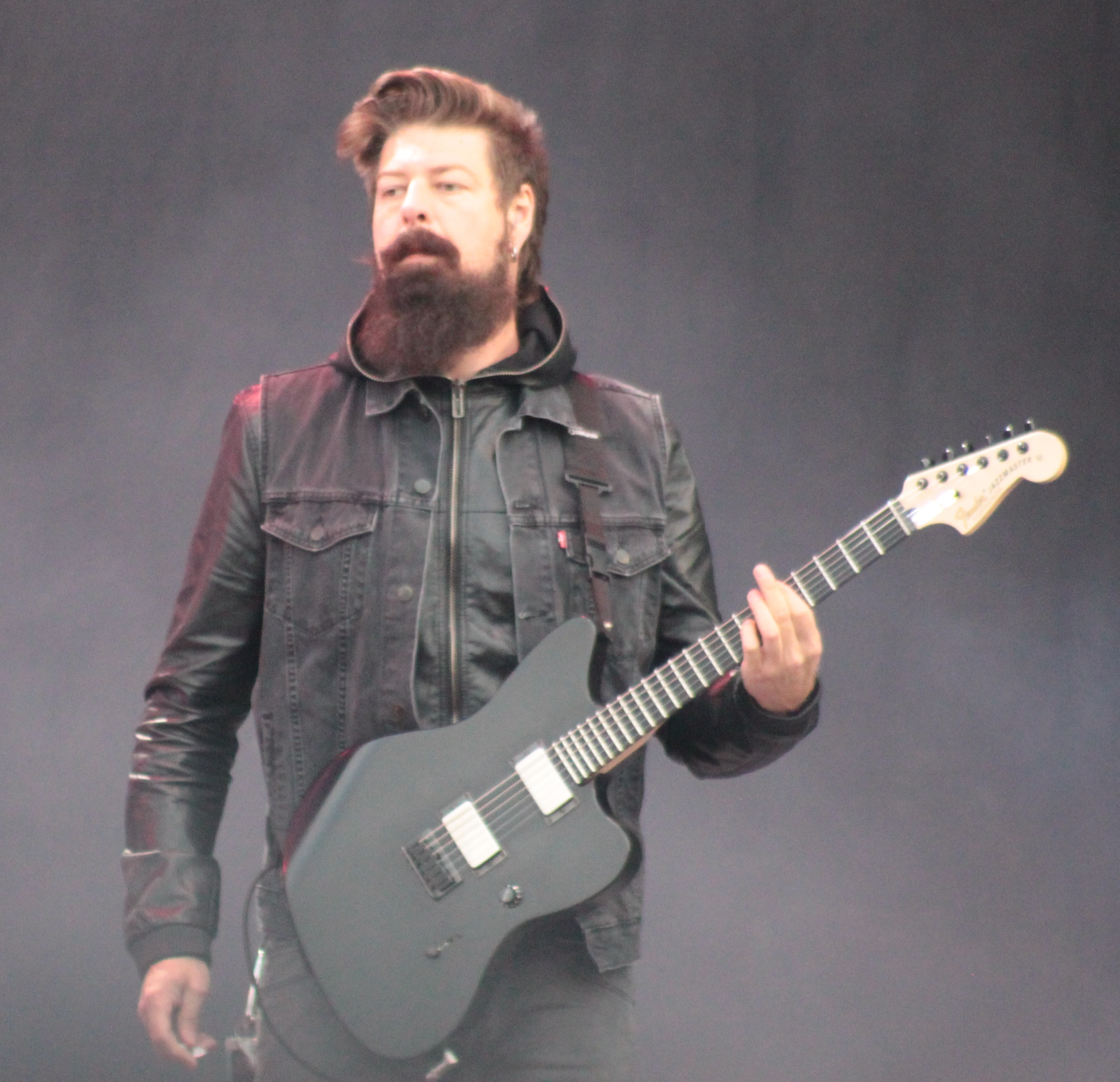
Jim Root

Jim Root, officieel James Donald Root of korter James D. Root (Des Moines, Iowa, 2 oktober 1971), is de voormalige leadgitarist van Stone Sour en is een van de leadgitaristen van Slipknot.
Bij Slipknot, waar de bandleden elk een nummer en masker hebben, is hij ook bekend als #4. Hij verving in 1999 Josh Brainard. Hij speelde op het album Slipknot alleen mee in de nummers 'Me Inside' en 'Purity'.
- MusicBrainz: fe1f7d08-abbd-4fe2-91fe-fe3a803b3ac7
- Virtual International Authority File: 3765154260606524480007